# Toxabramis hotayensis
Toxabramis hotayensis es una especie de pez cipriniforme de la familia Cyprinidae.

## Hábitat
Es un pez de agua dulce.

## Distribución
Se encuentra en el Vietnam.